# Акімов Дмитро Анатолійович
Дмитро́ Анато́лійович Акі́мов (нар. 25 березня 1991, Дніпро — пом. 31 липня 2014, Шахтарськ, Донецька обл.) — старший солдат Збройних сил України. Старший стрілець, 25-та окрема повітряно-десантна бригада, учасник російсько-української війни.

## Життєпис
Народився 1991 року в місті Дніпро. Навчався в дніпропетровській школі № 106. Закінчив Криничанську ЗОШ.
З квітня 2014 року Дмитро Акімов перебував у зоні АТО.
31 липня 2014 року загинув під час потужних обстрілів, вчинених бойовиками з РСЗВ «Град», позицій українських військ та одночасної атаки із засідки — на колону БТРів десантників поблизу Шахтарська.
Залишились батьки, дружина Марина (родом з Криничок; побралися в липні 2014 року) та дочка Станіслава, яка народилася вже після загибелі батька. Похований в смт Кринички.

## Вшанування пам'яті
9 вересня 2015 року в Криничанській школі № 1 відкрито меморіальну дошку захиснику Вітчизни старшому солдату Дмитрові Акімову.

## Нагороди та вшанування
- 14 листопада 2014 року за особисту мужність і героїзм, виявлені у захисті державного суверенітету та територіальної цілісності України, вірність військовій присязі під час російсько-української війни, відзначений — нагороджений орденом «За мужність III ступеня» (посмертно).
- у вересні 2015-го в Криничанській ЗОШ № 1 відкрито меморіальну дошку його честі.